# Marchandisation
Pour la technique propre aux magasins en libre-service, voir Merchandising.
La marchandisation désigne l'extension du marché à domaines économiques auparavant librement accessibles. Elle est souvent opposée à la notion de « collectivisation » pouvant être appliquée aux biens publics et services publics. Au sein du processus de marchandisation peuvent être distingués différentes sphères, notamment la marchandisation de l'activité humaine, et la marchandisation de la nature. A l'inverse, la démarchandisation vise à extraire de la sphère du marché certains biens, considérés comme vitaux, essentiels, ou consubstantiels à une citoyenneté sociale. 

## Définition du concept

### Histoire du concept
Cette notion reprend en partie l'idée de fétichisme de la marchandise, concept développé par Karl Marx dans Le Capital, où l'auteur évoque la disparition des interactions humaines dans le processus de production désincarné du capitalisme.
Ce concept fut repris et développé par György Lukács ainsi que par Karl Polanyi dans son ouvrage La Grande Transformation où il développe trois sphères de marchandisation : la marchandisation de l'activité humaine, de la nature et de la monnaie.
Guy Debord étendit cette analyse à l'ensemble des activités humaines, dans sa théorie de La société du spectacle.

### Une extension du domaine du marché
"Marchandisation" signifie extension des domaines de ce qu'on peut acheter et vendre sur les marchés. Il qualifie un processus consistant à transformer en marchandises des biens et des services qui jusque là n'étaient pas marchands.
L'expression marchandisation du monde désigne l'exploitation économique de la nature ainsi que la mise en concurrence des pays et des travailleurs.

## Exemples de marchandisation

### Marchandisation de services ou de biens publics
La marchandisation des services publics, c'est-à-dire l'application des règles du marché aux services publics, est le principe de base de la nouvelle gestion publique dont le postulat de base considère que les marchés sont plus efficients que la planification.
On trouve beaucoup de mouvements altermondialistes qui s'opposent à ce qu'ils considèrent comme la marchandisation de telle ou telle chose. Ses adversaires s'en prennent notamment à l'OMC et aux accords de commerce internationaux comme l'AGCS, qui promeuvent une plus grande extension des domaines des marchés.
La distribution d'eau, les transports collectifs ne sont plus gérés par les collectivités locales mais par des entreprises privées.
Les couvertures sociales contre la maladie disparaissent au profit d'assurances maladie complémentaires gérées par des compagnies privées, à but lucratif.

### Marchandisation de la nature (ressources et vivant)
La privatisation des ressources naturelles, telles que les ressources en eau les ressources génétiques ou la biodiversité et les milieux naturels via les banques d'actifs naturels est notamment combattue par l'association biens publics à l'échelle mondiale. 
A titre d'exemple, une étude récente (2018) a cherché à qui appartenait les brevets déposés sur les gènes extraits par un nombre croissant de laboratoires et entreprises dans la biodiversité océanique, y compris dans un contexte juridiquement incertain quand les espèces qui ont fourni ces gènes sont hors des eaux territoriales et donc hors des juridictions nationales (surface couvrant la moitié de la surface de la Terre (et correspondant à un énorme volume d'eau et une grande surface et un énorme volume de sédiments si l'on prend en compte la colonne d'eau et la surface développée des grands fonds marins). Cette étude a trouvé 38 millions d'enregistrements de séquences génétiques associées à des brevets, d'où a été tirée une base de données de 12 998 séquences extraites de 862 espèces marines. Les auteurs ont identifié plus de 1 600 séquences de 91 espèces associées à des systèmes hydrothermaux profonds, montrant un intérêt commercial pour les organismes dits extrémophiles de régions océaniques géographiquement éloignées des continents, et une capacité de collecte et d'utilisation des gènes de ces espèces déjà très avancée. Une entreprise avait enregistré 47 % de toutes les séquences marines incluses dans les brevets de gènes, dépassant à elle seule le total des gènes décrits par 220 autres entreprises (37 %). Les universités, assistées de divers « partenaires » commerciaux en avaient déposé 12 %. 98 % de toutes les séquences brevetées l'ont été par des acteurs scientifiques et/ou commerciaux localisés ou domiciliés dans seulement 10 pays alors qu'aucun acteur basé dans 165 autres pays (souvent les plus riches en biodiversité) n'étaient pas même représentés dans les bases de données. Ceci montre selon les auteurs que les négociations internationales ont été déséquilibrées et qu'il est urgent de clarifier et mettre en œuvre de manière plus juste le régime juridique relatif à l'accès et au partage des avantages des ressources génétiques marines. Les auteurs estiment aussi qu'il faudrait plus de "transparence" dans la provenance des espèces, le transfert de la propriété des brevets, et concernant les activités de quelques sociétés qui ont une influence disproportionnée sur la brevetabilité de la biodiversité marine, « pour encourager l'innovation, favoriser une plus grande équité et promouvoir une meilleure gestion des océans ».
La marchandisation du vivant, qui pose la question de la brevetabilité du vivant, s'oppose à la biopiraterie, par exemple avec les brevets sur les gènes.

### Marchandisation de l'humain
La marchandisation du corps, notamment celui de la femme, pour désigner deux réalités différentes : la prostitution, mais aussi l'exploitation commerciale de son image (notamment par la publicité la montrant souvent dénudée). Cette mise en marché de la femme peut être le produit d'entreprises privées ou d'institutions publiques. Ainsi, la Région Occitanie promeut-elle les femmes de son territoire comme des séductrices accueillantes.

### Marchandisation de la culture et de l'enseignement
La marchandisation des produits culturels et artistiques, dénonçant la concentration des grands groupes de médias sur l'industrie culturelle telles que l'industrie musicale et l'industrie du cinéma,
La marchandisation de l'enseignement, notamment de l'Université, les institutions étant mises en concurrence entre elles pour attirer la clientèle (étudiante), l'éducation étant présentée comme un investissement individuel dont la validité dépend de sa rentabilité économique, les produits des recherches universitaires étant censés être des sources de financement (ou de profits) pour l'Université.

### Marchandisation de territoires (nature, culture, humain)
La mise en tourisme consiste à mettre en marché un territoire en combinant la mise en marché de sa nature, de sa culture, de ses habitants. Elle s'appuie sur le marketing territorial et notamment des labels. Exemple : la mise en tourisme de l'occitanie par la Région Occitanie à travers la promotion de l'Occitalité.

## Phénomènes inverses
Le phénomène inverse de la marchandisation est la démarchandisation, ou décommodification, qui vise à extraire de la sphère du marché certains biens, considérés comme vitaux, essentiels, ou consubstantiels à une citoyenneté sociale. Elle vise à donner aux citoyens une autonomie vis-à-vis des logiques de profit du marché.